# Oreobates choristolemma
Oreobates choristolemma es una especie de anfibio anuro de la familia Craugastoridae.

## Distribución geográfica
Esta especie es endémica de la provincia de Caranavi en el departamento de La Paz, Bolivia. Habita a unos 1000 m de altitud en la Serranía de Bella Vista.
Su presencia es incierta en el Perú.

## Publicación original
- Harvey & Sheehy, 2005 : A new species of Ischnocnema (Anura: Leptodactylidae) from La Paz, Bolivia. Herpetologica, vol. 61, n.º 3, p. 268-275[5]